# سربار أبجدان (قلعة خواجة)
سربار أبجدان (بالفارسية: سرپرابجدان) هي منطقة سكنية تقع في إيران في قسم قلعة خواجة الريفي. يقدر عدد سكانها بـ 75 نسمة بحسب إحصاء 2016.